# Lista de jogos mais vendidos para Wii

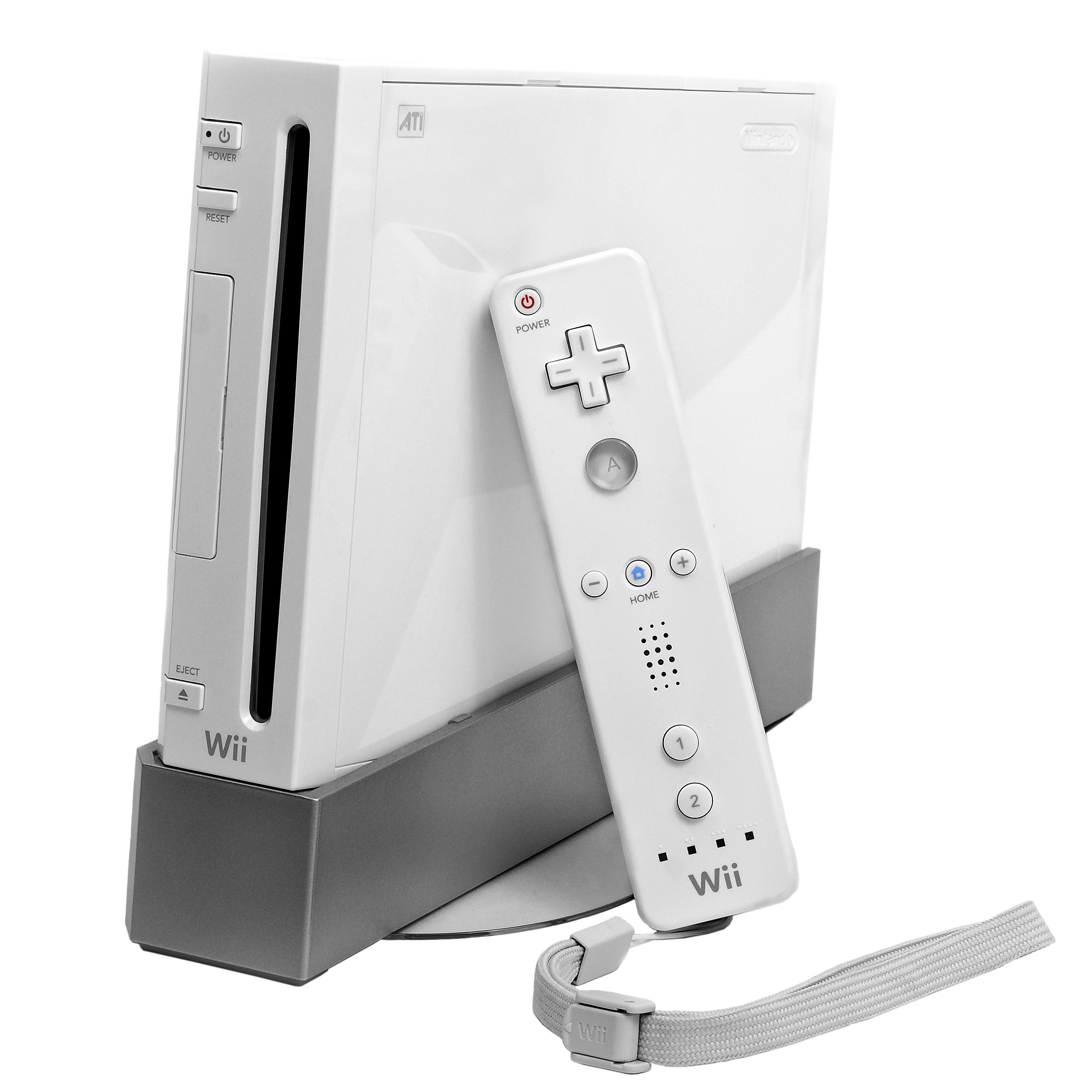
O console Wii juntamente com seu controle

Esta é uma lista dos jogos eletrônicos para Wii que venderam pelo menos um milhão de unidades, classificadas em ordem de cópias vendidas. Até março de 2011, haviam 104 jogos para esta plataforma que venderam mais de 1 milhão de unidades. O jogo mais vendido da lista, o Wii Sports, é o quarto jogo mais vendido de todos os tempos e é o jogo mais vendido de todos os tempos lançado somente em uma única plataforma.

## Lista
| Pos. | Título                                          | Vendas totais                                                        | Lançamento                               | Desenvolvedora(s)                           | Publicadora(s)                                                                      |
| ---- | ----------------------------------------------- | -------------------------------------------------------------------- | ---------------------------------------- | ------------------------------------------- | ----------------------------------------------------------------------------------- |
| 1    | Wii Sports                                      | 82.88 milhões[b]                                                     | 19 de novembro de 2006                   | Nintendo EAD (Group 2)                      | Nintendo                                                                            |
| 2    | Mario Kart Wii                                  | 37.24 milhões[a][b]                                                  | 10 de abril de 2008                      | Nintendo EAD (Group 1)                      | Nintendo                                                                            |
| 3    | Wii Sports Resort                               | 33.11 milhões[a][b]                                                  | 25 de junho de 2009                      | Nintendo EAD (Group 2)                      | Nintendo                                                                            |
| 4    | New Super Mario Bros. Wii                       | 30.28 milhões[b]                                                     | 11 de novembro de 2009                   | Nintendo EAD (Group 4)                      | Nintendo                                                                            |
| 5    | Wii Play                                        | 28.02 milhões[a]                                                     | 2 de dezembro de 2006                    | Nintendo EAD (Group 2)                      | Nintendo                                                                            |
| 6    | Wii Fit                                         | 22.67 milhões[a]                                                     | 1 de dezembro de 2007                    | Nintendo EAD (Group 5)                      | Nintendo                                                                            |
| 7    | Wii Fit Plus                                    | 21.13 milhões                                                        | 1 de outubro de 2009                     | Nintendo EAD (Group 5)                      | Nintendo                                                                            |
| 8    | Super Smash Bros. Brawl                         | 13.30 milhões                                                        | 31 de janeiro de 2008[carece de fontes?] | Sora Ltd., Game Arts                        | Nintendo                                                                            |
| 9    | Super Mario Galaxy                              | 12.79 milhões                                                        | 1 de novembro de 2007                    | Nintendo EAD (Group 1)                      | Nintendo                                                                            |
| 10   | Wii Party                                       | 9.34 milhões                                                         | 8 de julho de 2010                       | Nd Cube, Nintendo SPD (Group 4)             | Nintendo                                                                            |
| 11   | Mario Party 8                                   | 8.85 milhões                                                         | 29 de maio de 2007                       | Hudson Soft                                 | Nintendo                                                                            |
| 12   | The Legend of Zelda: Twilight Princess          | 7.53 milhões                                                         | 19 de novembro de 2006                   | Nintendo EAD (Group 3)                      | Nintendo                                                                            |
| 13   | Super Mario Galaxy 2                            | 7.41 milhões                                                         | 23 de maio de 2010                       | Nintendo EAD (Group 1)                      | Nintendo                                                                            |
| 14   | Mario & Sonic at the Olympic Games              | 7.09 milhões                                                         | 6 de novembro de 2007                    | Sega Sports R&D                             | JP: Nintendo AN / PAL: Sega                                                         |
| 15   | Mario & Sonic at the Olympic Winter Games       | 6.53 milhões                                                         | 5 de novembro de 2009                    | Sega Sports R&D                             | JP: Nintendo AN / PAL: Sega                                                         |
| 16   | Link's Crossbow Training                        | 5.79 milhões                                                         | 19 de novembro de 2007                   | Nintendo EAD (Group 3)                      | Nintendo                                                                            |
| 17   | Just Dance 2                                    | 5 milhões                                                            | 12 de outubro de 2010                    | Ubisoft Paris                               | Ubisoft                                                                             |
| 18   | Donkey Kong Country Returns                     | 4.98 milhões                                                         | 21 de novembro de 2010                   | Retro Studios, Nintendo                     | Nintendo                                                                            |
| 19   | Just Dance                                      | 4.3 milhões                                                          | 17 de novembro de 2009                   | Ubisoft Paris                               | Ubisoft                                                                             |
| 20   | The Legend of Zelda: Skyward Sword              | 3.52 milhões[a]                                                      | 18 de novembro de 2011                   | Nintendo EAD (Group 3)                      | Nintendo                                                                            |
| 21   | Animal Crossing: City Folk                      | 3.38 milhões[a]                                                      | 16 de novembro de 2008                   | Nintendo EAD (Group 2)                      | Nintendo                                                                            |
| 22   | Mario Party 9                                   | 2.73 milhões                                                         | 2 de março de 2012                       | Nd Cube                                     | Nintendo                                                                            |
| 23   | Wii Music                                       | 2.65 milhões                                                         | 16 de outubro de 2008                    | Nintendo EAD (Group 2)                      | Nintendo                                                                            |
| 24   | Mario & Sonic at the London 2012 Olympic Games  | 2.4 milhões                                                          | 13 de novembro de 2011                   | Sega Sports Japan                           | JP: Nintendo AN / PAL: Sega                                                         |
| 25   | Super Paper Mario                               | 2.28 milhões                                                         | 9 de abril de 2007                       | Intelligent Systems                         | Nintendo                                                                            |
| 26   | Big Brain Academy: Wii Degree                   | 2.26 milhões                                                         | 26 de abril de 2007                      | Nintendo EAD (Group 4)                      | Nintendo                                                                            |
| 27   | Super Mario All-Stars: 25th Anniversary Edition | 2.24 milhões                                                         | 21 de outubro de 2010                    | Nintendo EAD                                | Nintendo                                                                            |
| 28   | Guitar Hero III: Legends of Rock                | 2 milhões[a]                                                         | 28 de outubro de 2007                    | Vicarious Visions                           | Activision                                                                          |
| 29   | Michael Jackson: The Experience                 | 2 milhões                                                            | 23 de novembro de 2010                   | Ubisoft Paris                               | Ubisoft                                                                             |
| 30   | Resident Evil 4: Wii Edition                    | 2 milhões                                                            | 31 de maio de 2007                       | Capcom                                      | JP / AN / EU: Capcom AUS: Nintendo Australia, Red Ant Enterprises, THQ Asia Pacific |
| 31   | Deca Sports                                     | 2 milhões combinados                                                 | 19 de março de 2008                      | Hudson Soft                                 | JP / AN: Hudson Soft EU: Konami                                                     |
| 32   | Epic Mickey                                     | 2 milhões combinados                                                 | 25 de novembro de 2010                   | Junction Point Studios                      | Disney Interactive Studios JP: Nintendo                                             |
| 33   | Game Party                                      | 2 milhões combinados                                                 | 27 de novembro de 2007                   | FarSight Studios                            | Midway Games                                                                        |
| 34   | Monster Hunter Tri                              | 1.9 milhão                                                           | 1 de agosto de 2009                      | Capcom Production Studio 1                  | Capcom                                                                              |
| 35   | WarioWare: Smooth Moves                         | 1.82 milhão                                                          | 2 de dezembro de 2006                    | Nintendo SPD (Group 1), Intelligent Systems | Nintendo                                                                            |
| 36   | EA Sports Active                                | 1.8 milhão                                                           | 19 de maio de 2009                       | EA Canada                                   | Electronic Arts                                                                     |
| 37   | Mario Strikers Charged                          | 1.77 milhão                                                          | 25 de maio de 2007                       | Next Level Games                            | Nintendo                                                                            |
| 38   | Kirby's Epic Yarn                               | 1.59 milhão                                                          | 14 de outubro de 2010                    | Good-Feel, HAL Laboratory                   | Nintendo                                                                            |
| 39   | Mario Sports Mix                                | 1.54 milhão                                                          | 25 de novembro de 2010                   | Square Enix, Nintendo SPD (Group 4)         | Nintendo                                                                            |
| 40   | Carnival Games                                  | 1.5 milhão                                                           | 28 de agosto de 2007                     | Cat Daddy Games                             | Global Star Software                                                                |
| 41   | Metroid Prime 3: Corruption                     | 1.31 milhão                                                          | 27 de agosto de 2007                     | Retro Studios, Nintendo                     | Nintendo                                                                            |
| 42   | Guitar Hero World Tour                          | 1.33 milhão[a]                                                       | 26 de outubro de 2008                    | Vicarious Visions                           | Activision                                                                          |
| 43   | Kirby's Return to Dream Land                    | 1.31 milhão                                                          | 24 de outubro de 2011                    | HAL Laboratory                              | Nintendo                                                                            |
| 44   | Resident Evil: The Umbrella Chronicles          | 1.3 milhão                                                           | 13 de novembro de 2007                   | Capcom, Cavia                               | JP / AN / EU: Capcom AUS: Nintendo Australia, Red Ant Enterprises, THQ Asia Pacific |
| 45   | Mario Super Sluggers                            | 1.26 milhão                                                          | 19 de junho de 2008                      | Bandai Namco Games, Now Production          | Nintendo                                                                            |
| 46   | Wii Play: Motion                                | 1.26 milhão                                                          | 13 de junho de 2011                      |                                             | Nintendo                                                                            |
| 47   | Pokémon Battle Revolution                       | 1.2 milhão - 850.000 na América do Norte e Europa - 352.123 no Japão | 14 de dezembro de 2006                   | Genius Sonority                             | Nintendo                                                                            |
| 48   | Rayman Raving Rabbids                           | 1.2 milhão                                                           | 19 de novembro de 2006                   | Ubisoft Montpellier                         | Ubisoft                                                                             |
| 49   | We Ski                                          | 1.2 milhão                                                           | 31 de janeiro de 2008                    | Bandai Namco Games                          | Bandai Namco Games                                                                  |
| 50   | Big Beach Sports                                | 1.2 milhão combinados                                                | 24 de junho de 2008                      | HB Studios                                  | THQ                                                                                 |
| 51   | Wario Land: Shake It!                           | 1.06 milhão                                                          | 24 de julho de 2008                      | Good-Feel                                   | Nintendo                                                                            |
| 52   | Active Life: Outdoor Challenge                  | 1.03 milhão                                                          | 29 de maio de 2008                       | h.a.n.d.                                    | Bandai Namco Games                                                                  |
| 53   | Call of Duty: World at War                      | mais de 1 milhão                                                     | 10 de novembro de 2008                   | Treyarch                                    | Activision                                                                          |
| 54   | Red Steel                                       | 1 milhão                                                             | 19 de novembro de 2006                   | Ubisoft Paris                               | Ubisoft                                                                             |
| 55   | Rock Band                                       | 1 milhão                                                             | 22 de junho de 2008                      | Pi Studios                                  | MTV Games, Electronic Arts                                                          |
| 56   | Zumba Fitness                                   | 1 milhão                                                             | 18 de novembro de 2010                   | Pipeworks Software                          | Majesco Entertainment, 505 Games                                                    |
| 57   | Game Party 2                                    | 1 milhão combinados                                                  | 6 de outubro de 2008                     | FarSight Studios                            | Midway Games                                                                        |

- ↑ a: Fornecido com um acessório popular (por exemplo, Wii-mote, MotionPlus, Wii Zapper, Wii Wheel).
- ↑ b: Fornecido com uma versão do console. O console branco era comumente lançado junto com o Wii Sports no lançamento; desde o lançamento do MotionPlus, o pacote do Wii Sports com o console branco ou preto também incluiam o Wii Sports Resort. Além disso, desde o lançamento dos jogos correspondentes, o console branco normalmente vinha com o Mario Kart Wii (e o Wii Wheel), e o console preto normalmente com o New Super Mario Bros. Wii.

Total de vendas de jogos para Wii até 31 de dezembro de 2019: 921,41 milhões.
Total de vendas de jogos para  Virtual Console até 31 de dezembro de 2007: mais de 10 milhões.